# Новоросійська операція (1943)
Новоросійська операція 1943 року  — це десант, що здійснювався в часі з 10 по 16 вересня, здійснювався силами Чорноморського флоту в Новоросійський порт в часі Новоросійсько-Таманської операції.

## Задум операції та обставини її проведення
Планом проведення Новоросійсько-Таманської операції передбачалося повне перебирання контролю від нацистських сил над Таманським півостровом. Новоросійськ в цьому плані рахувався як головний пункт оборони німецько-румунської 17-ї армії (командир — генерал Ервін Єнеке) групи армій «А» (генерал-фельдмаршал Евальд фон Кляйст) на Таманському півострові. З початку нацистської окупації в серпні 1942 року місто було прифронтовим, підступи до нього були складними в подоланні, додатково зводилися ґрунтовні оборонні укріплення. Німецький наступ було зупинено у вересні 1942 на південно-східній окраїні Новоросійська. На підступах до Новоросійська було зведено 5 траншейних ліній та натягнуто 7 рядів колючого дроту, зведена система дотів й дзотів; створено протипіхотні та протитанкові мінні поля. В межах самого міста було збудовано понад 500 оборонних споруд, виставлено до 30000 мін й фугасів. Підходи з моря були прикриті береговою артилерією, мінометними та кулеметними точками, вхід до порту був перекритий боно-сітковими й мінними загородженнями. Поблизу Новоросійська тримали оборону 5 піхотних дивізій та кілька окремих частин 17-ї армії.
Керівництво Північно-Кавказького фронту (командував генерал Іван Петров) та Чорноморського флоту (віце-адмірал Лев Владимирський) враховували потужність оборони противника та невдалу спробу оволодіти містом в лютому 1943 року. Малоймовірним був успішний удар на якомусь одному відтинку — створені оборонні рубежі надавали можливість противнику проводити швидке маневрування. Природними вихідними місцями для здійснення атаки був плацдарм «Мала земля» та з південно-східної окраїни міста — зі сторони Туапсинського шосе — звідти нацистські сили очікували наступу та створили потуцжну оборону.
З огляду на такі обставини радянське керівництво приймає рішення провести атаки Новоросійська з трьох сторін — з Малої землі, від Туапсинського шосе та висадити десант в Новоросійський порт — у проміжку між попередніми ударами. У випадку успіху десантників та захоплення порту тили німецьких військ опинялися в загрозливому становищі. Після зайняття міста радянські сили мали продовжити наступ у напрямі Верхньобаканського та Анапи. Керівництво операцією з огляду на її важливість покладалося на командуючого Чорноморським флотом віце-адмірала Владимирського, командиром десанту був начальник Новоросійської військово-морської бази, котра тимчасово базувалася в Геленджику контр-адмірал Георгій Холостяков. Авіагрупою керував Василь Єрмаченков, загоном вогневої підтримки — Микола Басистий, однак його загін Владимирський вирішує залишити в резерві — стояв у Поті готовий до виходу. Підготовку до операції особисто контролював нарком військово-морських сил Микола Кузнецов. Кораблі із десантом мали в порт через вузький прохід між молами — у Цемеську затоку, що глибоко вдавалася в сушу, на західному березі якої знаходилося до 40 артилерійських та мінометних батарей, що з самого початку були підготовані до обстрілу бухти. В самому порту також знаходилася потужна протидесантна оборона — мінні та підводні загородження, добре організована сухопутна оборона, велика кількість заздалегідь підготованих вогневих точок.

## Підготовка до операції
Висадження десанту мало здійснюватися двома хвилями. Для десантування першої хвилі створюються 3 загони; 1-й — загін забезпечення висадження — мав у своєму складі групу прориву — 7 торпедних катерів типу «Г-5», 2 мінні та 2 малі катери; група атаки берега — 13 катерів; група атаки порту — 6 торпедних катерів; група прикриття з моря десантування — 6 торпедних катерів, загін кораблів артилерійської підтримки та загін санітарних катерів. Безпосередньо висадження мали здійснювати 120 бойових та допоміжних катерів, 28 моторних баркасів і десантних ботів.
До складу десанту включено 255-та морська стрілецька бригада, 393-й окремий батальйон морської піхоти, 1339-й стрілецький полк 18-ї армії (командуючий — генерал Костянтин Леселідзе), 290-й окремий стрілецький полк НКВС — 6480 чоловік при 147 мінометах, 53 станкових кулеметах, 41 гарматі. На південно-східному березі Цемеської бухти створено сильне артилерійське угрупування для безпосередньої підтримки десанту — 161 гармата зі складу 18-ї армії та 47 гармат Новоросійської військово-морської бази. Загальна кількість задіяної в операції артилерії сягала 800 гармат і 227 установок реактивної артилерії. Також була створена спеціальна авіаційна група, що мала співдіяти виключно із десантом — 148 літаків з ВПС флоту, із складу 4-ї повітряної армії — 58 винищувачів, 54 бомбардувальники, 36 штурмовиків. Радянське військове керівництво вважало, що, в цілому, сили та засоби для проведення операції були достатніми, підготовка проводилася із врахуванням потужної оборони противника та складності поставлених перед десантом завдань. Екіпажі кораблів ретельно вивчали район наступних бойових дій та здійснювали тренування в бухтах Кавказького узбережжя. Особовий склад десанту відбирався наперед, виводився з передової і також займався тренуванням.
Довгий час перед операцією проводилася розвідка, виявлені місця знаходження мінних загороджень на шляхах до порту, протидесантні залізобетонні доти та позиції берегової артилерії. Укріплення, що знаходилися поблизу води, мали знищуватися торпедами, решту повинна була ліквідувати артилерія.

## Висадження десанту
У ніч на 10 вересня кораблі з десантом вирушають із Геленджика, перед 3-ю годиною ночі починається артилерійський обстріл та авіаційні удари — 325-та нічна авіаційна бомбардувальна дивізія (полковник Григорій Покоєвой) — по позиціях противника, у місті почалися пожежі. Після цього катери групи прориву здійснюють торпедну атаку нацистських прибережних вогневих точок на молах, випущено 24 торпеди, було знищено 19 дотів та дзотів, 10 пошкоджено, розірвані боно-сіткові загородження при вході у бухту; на моли висаджуються штурмові групи, шлях по вузькому 80-метровому прострілюваному проходу було відкрито. Торпедні катери групи атаки випускають торпеди на вогневі точки в середині бухти. Після того до порту прориваються катери групи атаки порту та здійснюють торпедну атаку місця висадження та причалів. З 3-ї години ночі в порт пробиваються торпедні і сторожові катери, мотобаркаси й мотоботи з підрозділами першої хвилі десанту, висадження здійснювалося до 5-ї години ранку.
Десантні дії відбувалися під постійним артилерійським, кулеметним та мінометним обстрілом. Катери з десантом маневрували серед суцільних водяних стовпів від розривів снарядів, у небі постійно знаходилися сотні німецьких освітлювальних ракет; чимало кораблів зазнало ушкоджень. Після початку десантної операції до порту в спішному порядку стягуються додаткові сили, артилерія, до 20 танків та самохідних гармат, із світанком починає активно діяти авіація. Силам противника вдалося зірвати висадження другої хвилі десанту — висадилося тільки 370 чоловік; однак на той час було створено 2 плацдарми — в порту висадилося понад 800 бійців із 393-го батальйону морської піхоти, ще один — в північно-східній частині бухти, біля цементного заводу «Червоний Жовтень» — 1247 червоноармійців із 1339-го стрілецького полку, на плацдармах постійно відбивали атаки противника — до кінця дня було їх відбито 28. Кілька груп десантників із складу 255-ї бригади морської піхоти висадилися в південній частині порту, однак через розрізненість їм загрожувало повне знищення, бійці прориваються на Малу землю; загалом вранці десантувалося до 4000 бійців.
На плацдармах велися постійні запеклі бої, котрі доходили до рукопашних зіткнень. За 10 вересня німецька артилерія потопила радянських 8 катерів та 5 десантних ботів.
Нацистським силам вдалося зірвати першопочатковий план десанту — замість 1 плацдарму було зайнято 2 окремих, однак радянське керівництво приймає рішення продовжити операцію та наростити людські сили. Таке рішення було вмотивоване хворобливою потужною реакцією нацистських сил — до бою скеровувалася значна кількість резервів та знімалися підрозділи з інших фронтових відтинків.
У ніч на 11 вересня починається висадження другої десантної хвилі, нацистськими силами було потоплено 7 катерів. В нічному бою червоноармійці відбили цементний завод «Пролетар», котрий був обладнаний як потужний оборонний вузол на узбережжі. Також десантники змогли просунутися від цементного заводу «Червоний Жовтень» до поселення Мефодієвське. Десантні сили змогли прорватися до міста, почалися вуличні бої, це відбувалося за панування радянської авіації, що активно підтримувала дії наземних частин.
11 вересня 318-та стрілецька дивізія, що не могла подолати німецький спротив, посилюється полком 55-ї гвардійської стрілецької дивізії та 5-ма танками КВ із складу 5-ї гвардійської танкової бригади; дивізія мала оволодіти перевалом Маркотх, що того дня не вдалося зробити.

## Бої на плацдармах, зайняття Новоросійська
12 та 13 вересня продовжувалися бої за розширення плацдармів, десантники вибивали нацистські сили із укріплених будов та заводських корпусів. 318-та стрілецька, 55-та гвардійська стрілецька дивізія та 5-та гвардійська танкова бригада при просуванні до сил десанту, змогли просунутися на 500—700 метрів на північ від заводу «Жовтень», 89-та стрілецька дивізія (генерал Нвер Сафарян) безуспішно атакувала німецькі позиції на горі Цукрова Голова.
Кораблі Чорноморського флоту займалися здійсненням плацдармів, довозили підкріплення та набої, вивозили поранених — 13 вересня змогли вивезти 29 поранених та підібрали з води 34, 14-го вивезли 625, 15-го — 493, 16-го — 374 поранених; рейси відбувалися під постійним артилерійським обстрілом. Однак втрат серед плаваючих засобів вдалося уникнути — завдяки знищенню найбільш небезпечних німецьких батарей.
До 14 вересня змогли досягнути успіхів у наступі і війська 18-ї армії — 318-та стрілецька дивізія (до 12 вересня керував полковник Валентин Вруцький, з 13-го по 20-те вересня — полковник Михайло Євстигнеєв), що наступала від Туапсе. Після невдалих спроб пробитися до Новоросійська по узбережжю було здійснено охоплюючий удар з півночі та подолано оборону противника. Радянські сили і з цього напряму пробиваються до Новоросійська та з'єднуються із десантними силами, котрі продовжували вести бої до повного зайняття міста.
Бої за Анапу тривали до 16 вересня, того ж дня зайнято перевали Маркотх і Неберджаєвський; підрозділи західної групи 18-ї армії переходять до наступу у ніч на 16 вересня з Малої землі, долають нацистську оборону поблизу Станичок та пробиваються до Новоросійська. Далебі, німецькі сили не могли протидіяти радянському наступу, позаяк усі частини вже були задіяні у бої на території міста та зазнали до того часу значних втрат. За таких обставин німецьке військове керівництво віддає наказ про відхід із Новоросійська, 16 вересня до 10-ї години місто цілком перейшло під радянський контроль. Зайняття Новоросійська здійснило вплив на результати боротьби за Таманський півострів — остерігаючись виходу радянських військ в тил головної оборонної смуги, нацистські сили поспішно її полишають та відводять сили до Темрюка і Тамані.

## Наслідки боїв та вшанування
Завдання, котре було поставлено перед десантом, виконане — здійснено проникнення в насичену військами противника та оборонними спорудами бухту та зайнято плацдарм, котрий в подальшому відіграв важливу роль у ліквідації Новоросійського угрупування противника.
Є однією із найбільших радянських десантних операцій та найбільш спланованою й добре підготованою, проведеною спільно армією та флотом.
За успішні дії при зайнятті Новоросійська 30 з'єднанням Північно-Кавказького фронту та 8 частинам і з'єднанням Чорноморського флоту присвоєні почесні звання Новоросійські. Більшість учасників десанту та команди кораблів прогриву нагороджжені бойовими орденами та медалями.
Особовий склад деяких підрозділів, котрі висадилися першими й 5 діб вели неперервний бій, був нагороджений увесь. Вісім чоловік вдостоїлися звання Героя СРСР:
- Олексій Африканов — капітан-лейтенант, командир 2-го дивізіону 2-ї бригади торпедних катерів,
- Василь Ботилєв — капітан-лейтенант, командир 393-го окремого батальйону морської піхоти,
- Сергій Каданчик (посмертно) — підполковник, командир 1339-го стрілецького полку,
- Олексій Леженін (посмертно) — майор, замісник командира 1339-го стрілецького полку,
- Іван Піскарьов — підполковник, командир 290-го окремого стрілецького полку НКВС,
- Олександр Райкунов — капітан-лейтенант, командир роти 393-го окремого батальйону морської піхоти,
- Федір Рубахо (посмертно) — старшина 1-ї статті, снайпер 393-го окремого батальйону морської піхоти,
- Микола Сипягін — капітан-лейтенант, командир дивізіону сторожових катерів охорони водного району Новоросійської військово-морської бази.

Особливо відзначилися екіпажі катерів капітана 2-го рангу Віктора Проценка, капітанів 3-го рангу Дмитра Глухова та Павла Державіна.
Втрати радянського флоту у перебігу операції склали потопленими 8 торпедних катерів, 4 сторожові, 3 катери-тральщики, 5 десантних ботів.
Німецькі втрати у боях за Новоросійськ оцінюються в 3500 убитими та 14 000 пораненими, було підбито не менше 8 танків, 7 автомашин, 2 гармат.

## Фільми
- Пам'ять назавжди, 1975. Режисер і автор сценарію Фірсова Д .. Оператори: оператори ЦСДФ, диктор: Хлєбніков А.
- Документальний фільм Романа Кармена «Велика Вітчизняна», в американському прокаті цей фільм вийшов під назвою «Невідома війна».
- «Місто-герой Новоросійськ» .. (1974). Оператори: Аккуратов Є., Мікоша В., Леонгардт Ю.